# Zbór Kościoła Adwentystów Dnia Siódmego w Sandomierzu
Zbór Kościoła Adwentystów Dnia Siódmego w Sandomierzu – zbór adwentystyczny w Sandomierzu, należący do okręgu wschodniego diecezji południowej Kościoła Adwentystów Dnia Siódmego w RP.
Pastorem zboru jest kazn. Andrzej Bolesta. Nabożeństwa odbywają się w kościele przy ul. 15 Sierpnia 5 w każdą sobotę o godz. 9.30.